# Isabelle Yacoubou
Isabelle Yacoubou, (nascuda el 21 d'abril de 1986 a Godomey, Benín) és una jugadora de bàsquet francesa.
Al maig de 2011 es va incorporar al Club Ciudad Ros Casares, de València.
Tornant el 2022 al seu club d'entrenament Tarbes, es va lesionar el gener de 2024 durant un partit contra Charleville-Mézières . El 28 de febrer, Tarbes GB va anunciar que Yacoubou deixava la seva carrera de jugador i s'uniria a la direcció del club.